# Woody Shaw
Woody Herman Shaw, Jr. (24. prosince 1944 Laurinburg, Severní Karolína, USA – 10. května 1989 New York City, New York, USA) byl americký jazzový hudební skladatel, hráč na trubku, křídlovku a kornet. Spolupracoval s mnoha hudebníky, mezi které patří například Larry Young, Joe Zawinul nebo Joe Henderson.